# ミトコンドリアのシャトル系
ミトコンドリアのシャトル系(Mitochondrial shuttle)は、ミトコンドリア内膜をまたいで還元当量を輸送するためのシステムである。細胞質における主要な還元当量であるNADHは内膜を通過できないが、内膜を通過できる他の分子を還元することはできるため、その電子が電子伝達系に入ることができる。
ヒトが持つ2つの主なシステムは、次の通りである。
| 名前                            | ミトコンドリアに入る物質 | 電子伝達系に入る物質  | 細胞質基質に出る物質        |
| ------------------------------- | ------------------------ | --------------------- | --------------------------- |
| グリセロールリン酸シャトル      | グリセロール3-リン酸     | ユビキノン (~1,5 ATP) | ジヒドロキシアセトンリン酸  |
| リンゴ酸-アスパラギン酸シャトル | リンゴ酸                 | NADH (~3 ATP)         | オキサロ酢酸/アスパラギン酸 |

ヒトでは、グリセロールリン酸シャトルは褐色脂肪組織で最初に発見された。褐色脂肪組織では、逆経路の効率が低く、そのため褐色脂肪組織の役割である熱を産み出す。赤ちゃんで最初に発見されたが、成人でも腎臓の周りや首の後ろに少量存在する。リンゴ酸-アスパラギン酸シャトルは、体のその他の部分に多く見られる。